# ديفيد هوباند
ديفيد هوباند هو ممثل كندي، ولد في 1 ديسمبر 1958 في كندا.

## أعمال

### أفلام
- (2000) تردد[1][2]
- (2003) لفة خاطئة[3]
- (2005) رجل السندريلا[4]
- (2011) منزل الأحلام

### مسلسلات
- التحليق إلى المجهول

## وصلات خارجية
- ديفيد هوباند على موقع IMDb (الإنجليزية)
- ديفيد هوباند على موقع ألو سيني (الفرنسية)
- ديفيد هوباند على موقع أول موفي (الإنجليزية)
- ديفيد هوباند على موقع قاعدة بيانات الأفلام السويدية (السويدية)
- ديفيد هوباند على موقع قاعدة بيانات الفيلم (الإنجليزية)
- ديفيد هوباند على موقع كينوبويسك (الروسية)